# Frontstalag 120 (Mirecourt 1940-1941)
 (mars 2014).
Si vous disposez d'ouvrages ou d'articles de référence ou si vous connaissez des sites web de qualité traitant du thème abordé ici, merci de compléter l'article en donnant les références utiles à sa vérifiabilité et en les liant à la section « Notes et références ».
Le Frontstalag 120 (parfois appelé Camp de Mirecourt ou Camp de Ravenel) est un camp de prisonniers allemand installé dans les bâtiments de l'hôpital psychiatrique Ravenel à Mirecourt (Vosges) en France.
Il a fonctionné du 23 juin 1940 au 17 février 1941.

## Histoire

### La drôle de guerre
Le 2 septembre 1939, au lendemain de l'invasion de la Pologne par l'Allemagne nazie, tous les Français âgés de 20 à 48 ans sont rappelés à l'activité militaire. Sur le Domaine de Ravenel les 500 soldats aviateurs du Parc d'Aviation 3/121 investissent les plus anciens bâtiments de l'Hôpital.

### Les Frontstalags
À la mi-juin 1940, l'Armée française encerclée par l'envahisseur allemand dépose les armes. Mirecourt est bombardée le 16 juin et le parc d'aviation fuit sur Dijon. La Wehrmacht qui ne s'attendait pas à une victoire si rapide doit maintenant gérer plus de 1,8 million de prisonniers. Ces derniers seront tout d'abord parqués sur de simples pâtures en attendant que soient réquisitionnés des bâtiments mieux adaptés, les Frontstalags.
Alors que des milliers de prisonniers français transiteront par ces camps de regroupement avant leur départ pour l'Allemagne et l'Autriche, les soldats originaires des colonies et d'outre-mer (appelés coloniaux ou indigènes) en seront les derniers occupants, ne pouvant être prisonniers sur le territoire du Grand Reich pour des raisons raciales et sanitaires. Ils seront ensuite regroupés dans d'autres Frontstalags créés en zone occupée. Installés dans des structures d'accueil choisies par les Allemands et dirigés par les Wehrkreis. Ce seront des casernes, des prisons, des châteaux, des stades ou d'autres bâtiments administratifs français.
Dans les Vosges ont fonctionné deux Frontstalags :
- Le Frontstalag 120 à Mirecourt
- Le Frontstalag 121 à Épinal (Caserne Courcy)

À partir de janvier 1943 ce seront des soldats français métropolitains de l’État Français, dont certains revenus des Stalags allemands, libérés pour surveiller les camps  avec l’accord des dirigeants allemands, et ce, sur proposition du Gouvernement de Vichy. Cela provoquera évidemment de nombreuses réactions de mécontentement parmi leurs anciens frères d’armes. Le traitement qui fut réservé à plus de 70 000 hommes, dans les 22 premiers camps répartis en 1941 sur le territoire de la zone occupée durant les cinq ans de la guerre fut tragique pour un grand nombre. Le froid et les maladies furent les causes de milliers de décès. Les soldats indigènes ont toujours gardé en mémoire ce manque de reconnaissance de la part du pays colonisateur pour qui ils sont venus se battre avec force et conviction pour la « mère Patrie ».

### Le camp de Poussay
Avant d'être envoyés dans les blocs de l'hôpital psychiatrique, les prisonniers sont installés sur un terrain improvisé à Poussay, situé juste à l'entrée de Mirecourt, entre le Madon, le ruisseau du Val d'Arol, la route et la voie ferrée. Sur cette prairie humide plus de 10 000 prisonniers dormaient sous des tentes et d'autres à la belle étoile. Certains y resteront à peine une journée et rejoindront les camps de Mattaincourt, de Villers puis d'autres plus éloignés ou dans celui de Ravenel.

### Sur le domaine de Ravenel
« Nous voici dans le camp allemand et derrière les barbelés il y a une guérite à chaque entrée avec la sentinelle et quatre miradors autour du camp ». C'est avec ces mots que Gilbert Perry fait une description du Frontstalag.
Composé de 22 bâtiments, cet établissement psychiatrique en construction est un projet unique en Europe en 1937, décidé par le Conseil général des Vosges. Les aménagements intérieurs n'étaient pas terminés mais les soldats étaient maintenant à l'abri des intempéries et sous bonne garde avant leur départ pour l'Allemagne. Les soldats de la « Coloniale » poursuivront les travaux de construction et de finition de l’hôpital.
Le Frontstalag 120 a fonctionné près de huit mois. Huit mois durant lesquels les milliers de prisonniers français de l’offensive allemande de mai-juin 1940 (200 000 rien que pour le département des Vosges) transiteront. Certains resteront quelques semaines dans l'attente d'un transfert par train pour l'Allemagne et l'Autriche alors que d'autres attendront plusieurs mois avant d'en partir. Certains, et parfois très tôt auront préféré tenter l’évasion.

## Et après...
Rendu à son institut de tutelle (le Conseil général des Vosges) en mars 1941, les travaux se poursuivront jusqu'en 1943. En effet, les Allemands décrètent et reprennent le domaine pour en faire un hôpital militaire et un terrain d’aviation. Après le débarquement de Normandie, le 6 juin 1944, la libération de Paris le 24 août, et l’avancée des Forces Alliées, le front se dirige vers l’Est avec cette fois le recul massif de l’armée occupante. Ravenel est abandonné fin septembre 1944, semant aux alentours, comme à Charmes, Dompaire, Vézelise, la terreur et la mort de nombreux civils et résistants et causant de nombreuses destructions.
Puis, ce sera l’arrivée des Américains. Le 21st General Hospital de Washington, basé en Algérie en 1942, puis à Naples après le débarquement des Alliés en Italie en 1943, arrivera, via Marseille, sur le territoire français fin août 1944. La décision sera prise d’établir l’hôpital en arrière du front, mais au plus près des opérations qui seront encore très meurtrières dans le secteur de l’est et des Ardennes fin 1944, cela se fera à Mirecourt, sur le site de Ravenel, libre de ses derniers occupants, avant son retour définitif aux USA en novembre 1945.

## Travail de mémoire
Ces différents épisodes d’occupation française, allemande et enfin américaine, donnent à ce lieu une histoire. Il n’est pas banal qu’un lieu historique comme celui de Ravenel, promis à soigner des patients dans une superstructure, doive d’abord servir de camp puis d’hôpital militaire, par des armées différentes et/ou ennemies avant d’être définitivement investi dans sa fonction initiale.
Aujourd’hui, et depuis 1946, il ne reste rien du passage de la Wehrmacht, ni les miradors, ni les barbelés puisque aucune transformation et destruction n’a été opérée sur le site. Les bâtiments de captivité étaient les bâtiments neufs du Centre Psychiatrique de Ravenel en construction en 1939, ceux-ci sont les mêmes qui, aujourd’hui, peuvent accueillir les 440 patients du centre hospitalier de Mirecourt. 
Le travail de mémoire effectué par Stéphane Cursan et Jean-François Dray, à la recherche d’informations, d’archives sur le passage de leurs grands-pères respectifs, au Frontstalag 120 de juin à août 1940, les a amené à venir, ensemble, interroger les derniers témoins ou parents de témoins domiciliés à Mirecourt et ses environs. 

## Sources
Un témoignage clé sur l'Histoire du Domaine de Ravenel au cours des trois occupations, est celui de Gilbert Perry qui a vécu de 1937 à 1945 dans la ferme de Ravenel qui jouxte le site, a permis de mieux retracer les nombreux événements de ces différentes périodes et en particulier la création du Frontstalag 120. Des interviews réalisés sur place en mai 2013 à Mirecourt, ont contribué à préserver cette mémoire des faits et à découvrir les détails d’une histoire locale enfouie, qui, comme les vestiges du premier camp de prisonniers retrouvés à Poussay en 2011, reste à fleur de terre, toujours perceptible par ceux qui cherchent à les extraire pour leur redonner vie.